# Tersina viridis
Tersina viridis là một loài chim trong họ Thraupidae.
Loài này được tìm thấy rộng khắp Nam Mỹ, từ phía đông Panama đến cực bắc Argentina.